# ラドフォード (DD-120)
|          |                                                  |
| 艦歴     |                                                  |
| 発注     |                                                  |
| 起工     |                                                  |
| 進水     | 1918年4月5日                                     |
| 就役     | 1918年9月30日                                    |
| 退役     | 1922年6月29日                                    |
| その後   | 1936年8月5日に海没処分                           |
| 除籍     | 1936年5月19日                                    |
| 性能諸元 |                                                  |
| 排水量   | 1,060トン                                        |
| 全長     | 314 ft 5 in (95.83 m)                            |
| 全幅     | 31 ft 8 in (9.65 m)                              |
| 吃水     | 9 ft 93⁄4 in (2.99 m)                            |
| 機関     |                                                  |
| 最大速   | 35ノット (65 km/h)                               |
| 乗員     | 士官、兵員142名                                  |
| 兵装     | 4インチ砲4門 3インチ砲2門 21インチ魚雷発射管12門 |

ラドフォード (USS Radford, DD-120/AG-22) は、アメリカ海軍の駆逐艦。ウィックス級駆逐艦の一隻。艦名はウィリアム・ラドフォード海軍少将に因む。

## 艦歴
ラドフォードはバージニア州ニューポート・ニューズのニューポート・ニューズ造船所で、1918年4月5日にメアリー・ラヴェル・ラドフォードによって命名、進水した。1918年9月30日にノーフォーク海軍工廠で艦長アーサー・S・カーペンター少佐の指揮下就役した。
大西洋艦隊駆逐艦部隊に配属されたラドフォードは10月12日にノーフォークを出航し、ロードアイランド州メルヴィルへの整調巡航を行う。1918年10月21日にハンプトン・ローズに帰還するとニューポート・ニューズ管区の護衛艦部隊に加わり、ニューヨークおよびヨーロッパ水域に向かう第76兵員輸送船団の護衛任務に就く。
ラドフォードは1919年には東海岸での作戦活動に従事し、1月14日にキューバ南方へ出航した。グアンタナモ湾を拠点として、グアカナヤボ湾、サンティアーゴ・デ・クーバに巡航し、3月13日に帰還した。その後7月まで大西洋艦隊と共にハンプトン・ローズから作戦活動に従事した。
1919年7月に再び太平洋艦隊に配属され、7月19日にハンプトン・ローズを出航、パナマ運河地帯のバルボアおよびサンディエゴに向かう。8月7日にサンディエゴに到着、太平洋艦隊駆逐艦部隊に加わる。ラドフォードは1922年までメア・アイランド海軍工廠およびサンペドロを拠点として活動し、第4駆逐艦隊第10戦隊第12分艦隊の1艦として訓練および艦隊演習を行った。1919年9月にはワシントン州シアトル、タコマ、ベリンガム（Bellingham）を訪問し、1920年12月にはオレゴン州ポートランドを訪問した。1920年7月に DD-120 （駆逐艦）に艦種指定され、1922年6月9日に退役、サンディエゴで予備役艦として15年近く保管される。
1932年4月16日に AG-22 （雑役艦）に艦種変更され、移動標的艦への転換が決定した。しかしながら転換は行われず、1932年6月27日に再び DD-120 と指定される。ラドフォードは1936年5月19日に除籍され、ロンドン海軍軍縮条約に従って1936年8月5日に海没処分された。